# 吉川元偉

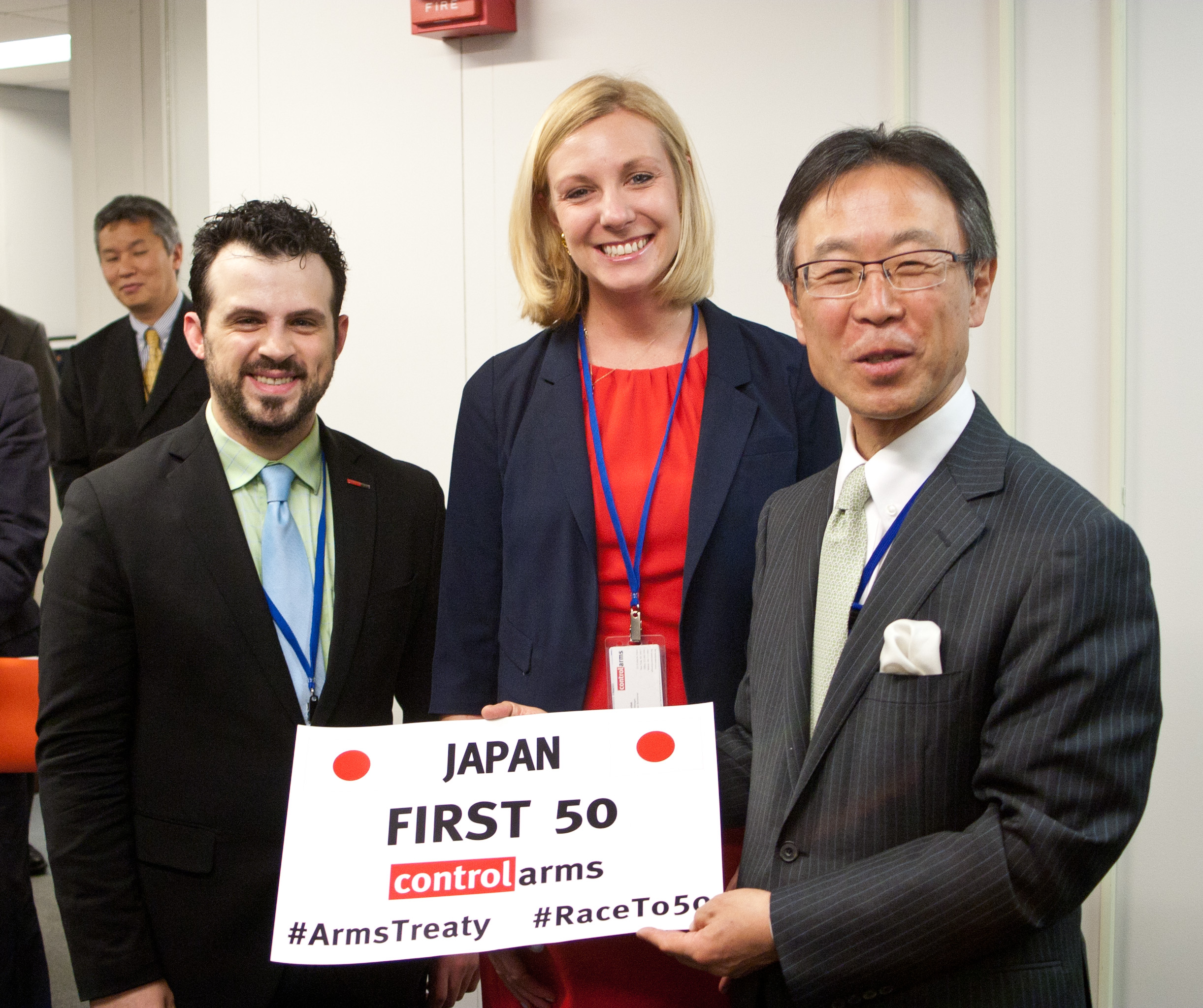
吉川元偉（右、2013年6月3日撮影）

吉川 元偉（よしかわ もとひで、1951年（昭和26年）3月13日 - ）は、日本の外交官。2013年6月から2016年6月まで国連大使。2017年4月から国際基督教大学特別招聘教授。神田外語大学グローバル・コミュニケーション研究所客員教授。

## 人物・経歴
奈良県御所市出身。1966年奈良県立畝傍高等学校に入学しESSに入部。部長の末吉高明（のちに思想史家・四国学院大学学長）と「松本亨NHKラジオ講座」を勉強する。1968年AFSでイリノイ州リロイのリロイ高校に留学。
1974年国際基督教大学教養学部社会学科を卒業する（18期）。大学では柔道部に所属。講道館の黒帯（初段）を取得。
1974年外務省に入る。スペイン語研修としてバリャドリッド大学及びマドリードのスペイン外交官学校に留学。研修中に知り合ったフランス人女性とアルゼンチンで結婚し、大使公邸でレセプションを行った。息子の有悟は長じてイラストレーターになった。
外務省中南米局中南米第一課、外務大臣官房人事課、経済協力局無償資金協力課首席事務官、経済局国際機関第二課長、総合外交政策局国連政策課長、経済協力局審議官、国連日本政府代表部政治担当大使、中東アフリカ局長を経て、2006年9月から駐スペイン大使。スペイン最高位イサベラ女王勲章受章。
1921年、当時皇太子で欧州訪問（1921年3月3日～9月3日）中の昭和天皇がパリでスペイン国王アルフォンソ13世と昼食を共にしたがしばらく全くその事実は知られておらず、1980年に来日したアルフォンソ13世の孫のフアン・カルロス1世に、昭和天皇が「私はあなたのおじいさんにごちそうになったことがあります」と囁いたことがきっかけで、2006年9月に就任した吉川元偉（もとひで）駐スペイン大使が詳細を明らかにした。その後このことがスペインの公的な対外政策史の中でも引用され、両国関係の緊密化に寄与した。
2009年3月から初代アフガニスタン・パキスタン支援担当大使。現在は、経済協力開発機構（OECD）日本政府代表部大使。2010年12月16日、経済協力開発機構（OECD）理事会は、吉川大使を、2011年の理事会に次ぐ最高意思決定機関である執行委員会議長に任命した。2013年6月から2016年6月まで国連大使をつとめた。2017年4月より、母校である国際基督教大学の特別招聘教授及び、神田外語大学客員教授、日本信号アドバイザー、GMOインターネット特別顧問を務める。
国連大使時代に北朝鮮メディアから呼び捨てで非難されたことがあり、部下から「大使、これは勲章です」と言われた。また、これに関連して、自分1人で記者会見した様子がワシントン・ポストの1面トップに顔写真つきで報じられ、話題になったという。